# بیوسیوکه
بیوسیوکه (روسی: Бёсюке) یک رودخانه در یاقوتستان کشور روسیه است.